# Mestre cervejeiro
Mestre cervejeiro ou mestra cervejeira é o profissional cujo trabalho é assinar as fórmulas dos tipos de cerveja ou chope, selecionar a matéria prima e acompanhar passo a passo o processo de fabricação da bebida, garantindo a qualidade da mesma.
Para isto, este profissional deve ser capacitado, fazendo um curso na área. No Brasil só existe um curso técnico, oferecido pela Escola Superior de Cerveja e Malte em Blumenau (SC) onde torna-se então um mestre ou engenheiro(a) de produção cervejeira. Havia um curso técnico em Vassouras (RJ), mas foi desactivado (ver: História da cerveja no Brasil e Cerveja no Brasil).
Na Alemanha, até 2006, existiam quatro instituições destinadas à especialização de mestres cervejeiros e nos Estados Unidos apenas uma instituição que forma tais profissionais, que aprendem tudo sobre a produção, seleção e também sobre o consumo da cerveja, inclusive detalhes sobre harmonização dos diversos tipos de cerveja com certos tipos de pratos, apurando o paladar.